# Refinería de Escombreras
La refinería de Escombreras es un complejo petroquímico español que se encuentra situada en la zona de Escombreras, dentro del término municipal de Cartagena, en la región de Murcia. Las instalaciones están operadas por la empresa Repsol y se componen de diversas plantas industriales.
Las instalaciones fueron inauguradas originalmente en 1950, tras haber sido construidas por iniciativa del Instituto Nacional de Industria en el contexto de la autarquía y la posguerra. En aquel momento constituyó la primera refinería de petróleo que se levantaba en el territorio peninsular español. Con los años las instalaciones de Escombreras han aumentado su tamaño hasta configurarse como un importante complejo petroquímico, operado en la actualidad por la empresa Repsol. Además, las instalaciones de Escombreras se encuentran enlazadas con la red ferroviaria general a través de un ramal.

## Historia

### Orígenes y creación
A mediados de la década de 1940, bajo los auspicios del Plan Nacional de Combustibles Líquidos, se planteó la construcción de una refinería en la zona de Escombreras de la cual se obtendrían carburantes a través del refinado de crudo de importación. Se llegó a contactar con empresas de la Alemania nazi para el apoyo tecnológico e industrial al proyecto. Sin embargo, los trabajos de construcción —bajo la iniciativa de la Empresa Nacional Calvo Sotelo— arrastrarían numerosos retrasos debido a las carestías económicas de aquellos años y el posterior aislamiento de España. Las primeras instalaciones no se construyeron hasta 1947. Debido a ello, un año más tarde el Instituto Nacional de Industria (INI) decidió constituir una nueva empresa de capital mixto público-privado y participación extranjera, que fue fundada en 1949 como Refinería de Petróleos de Escombreras (REPESA). A partir de entonces los trabajos de construcción de la refinería se aceleraron, finalizándose ese mismo año el montaje de la unidad de destilación a presión atmosférica y vacío. Las instalaciones serían inauguradas oficialmente en junio de 1950, aunque ya se encontraban operativas desde meses antes.

### Desarrollo posterior
Las operaciones de refinado de petróleo vivieron un fuerte auge durante los años que siguieron a su entrada en servicio. Buena parte del crudo se importaba a través de la norteamericana Caltex, aunque también se llegó a importar petróleo procedente de la zona de Oriente Medio. Por su parte, el INI realizó inversiones por valor de diecisiete millones de pesetas, entre 1950 y 1963, con el objetivo de amplificar las instalaciones de la zona. Se fue articulando un complejo petroquímico que entraría en servicio hacia 1963. Además de productos ligados al petróleo, en el complejo de Escombreras también se comenzó a elaborar fertilizantes. A finales de la década de 1960 comenzó a operar en la zona la sociedad Abonos Complejos del Sureste (ASUR), cuya planta de producción estaba a cargo de la elaboración de fertilizantes. Todo este desarrollo se vio potenciado con la entrada en sercicio en 1958 del ramal Cartagena-Escombreras, que enlazaba las instalaciones con la red ferroviaria general.
En 1974 el Estado decretó que REPESA se integrase en empresa de nueva creación, ENPETROL, pasando las instalaciones de Escombreras a manos de esta última. En 1987 refinería pasó a estar controlada por la empresa Repsol, constituida ese mismo año a partir de los activos estatales que controlaba el Instituto Nacional de Hidrocarburos. Desde entonces Repsol ha sido propietaria del complejo petroquímico. Ante el virtual envejecimiento de las instalaciones convencionales, durante la década de 2000 se pusieron en marcha diversos trabajos encaminados a construir nuevas unidades de producción de gasóleos. En el momento de su inauguración, en 2012, fue considerada la mayor inversión industrial de la historia de España (3.190 millones de euros).

## Instalaciones

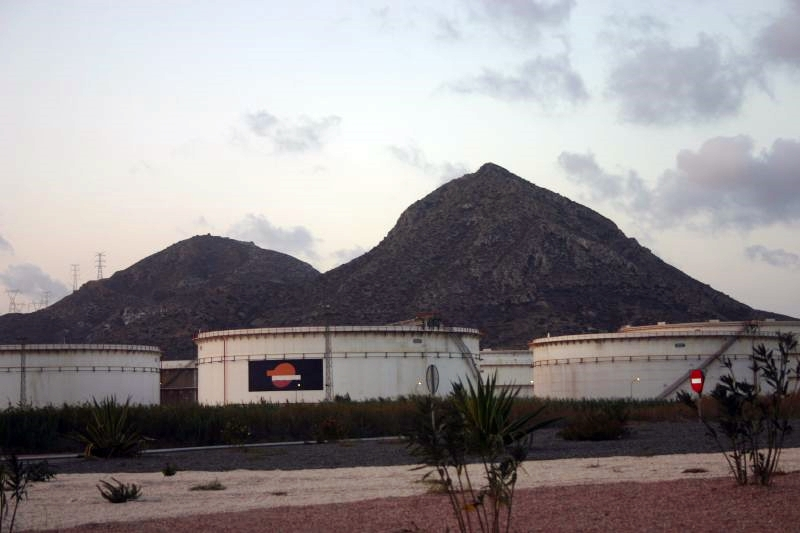
Depósitos de combustible del complejo petroquímico, en 2006.

El complejo petroquímico de Escombreras está formado por una planta refinadora de petróleo, una planta de lubricantes y una planta de desulfuración. Para 2006 la refinería poseía una capacidad de destilación de 5,4 millones de toneladas al año, mientras que la unidad de lubricantes tiene una capacidad anual de hasta 140.000 toneladas. Existen también varias plantas auxiliares que prestan servicio a las industrias principales. Todas estas instalaciones se ven completadas por una red de depósitos, tuberías y un terminal marítimo. Así mismo, desde Escombreras parte un oleoducto de 351 kilómetros que enlaza con la refinería de Puertollano.

## Red ferroviaria
La refinería de Escombreras se encuentra conectada con la red ferroviaria general a través de un ramal de ancho ibérico que enlaza el complejo con la línea Chinchilla-Cartagena, además de con los muelles e instalaciones del puerto de Escombreras. También existe una estación de ferrocarril para las labores de clasificación. 